# 山本 (君津市)
山本（やまもと）は、千葉県君津市の地名。丁番を持たない単独町名で、郵便番号は292-0401。

## 地理
市内北東部、小櫃川中流の右岸に位置する。
地内東部は山林、西部は水田地帯となっており、中央部西寄り、国道410号およびJR久留里線の東側に集落が南北に広がる。
西から北にかけて木更津市下郡、北で木更津市茅野・木更津市茅野七曲、北から東にかけて木更津市山本七曲、南で三田・西原とそれぞれ接する（特記ないものは君津市）。

### 山岳
- 船塚山 - ちば眺望百景、君津市20世紀遺産（登録名：「船塚山からの眺望」）

## 歴史

### 沿革
- 江戸時代 - 望陀郡山本村成立。久留里藩領[4]。
- 1873年（明治6年） - 山本村、千葉県に所属[4]。
- 1889年（明治22年）4月1日 - 町村制施行により望陀郡小櫃村大字山本となる[4]。
- 1897年（明治30年）4月1日 - 小櫃村、郡統合により君津郡所属となる。
- 1970年（昭和45年）9月28日 - 小櫃村と君津町（2代目）、上総町、小糸町、清和村が合併し君津郡君津町（3代目）が成立、同町の大字となる。
- 1971年（昭和46年）9月1日 - 君津町が市制施行し、君津市となる。

## 世帯数と人口
2020年（令和2年）7月31日現在の世帯数と人口は以下の通りである。
| 大字 | 世帯数  | 人口  |
| ---- | ------- | ----- |
| 山本 | 173世帯 | 387人 |

## 小・中学校の学区
市立小・中学校に通う場合、学区は以下の通りとなる。
| 番地 | 小学校             | 中学校                 |
| ---- | ------------------ | ---------------------- |
| 全域 | 君津市立小櫃小学校 | 君津市立上総小櫃中学校 |

## 交通
地内を通るバス路線はない。

### 鉄道
- JR久留里線 - 下郡駅

1937年から1956年までは上総山本駅も地内に存在した（下郡駅 - 小櫃駅間、1947年以降は休止）。

### 道路
- 国道410号
- 千葉県道24号千葉鴨川線 - 地内では国道410号と重複。
- 久留里街道 - 国道410号の旧道。

## 施設
- 山本青年館

## 史跡
- 圓明院
- 秋葉神社
- 神明神社
- 飯高神社
- 船塚神社
- 山本の「殿の下井戸」 - 君津市20世紀遺産。